# Убей своих любимых
«Убей своих любимых» (англ. Kill Your Darlings) — американская биографическая драма, снятая Джоном Крокидасом и ставшая его дебютом в полнометражном кино. Премьера фильма состоялась на 29-м кинофестивале «Сандэнс» 18 января 2013 года, где он получил положительные отклики. Фильм был показан на кинофестивале в Торонто и ограниченно показывался в дальнейшем на территории Северной Америки с 16 октября 2013 года. Фильм также доступен на Blu-ray и DVD с 18 марта 2014 года в США.
В сюжет фильма положено время в университете нескольких ранних членов бит-поколения, их взаимоотношения и произошедшее убийство.

## Сюжет
Будучи ещё юношей, поэт Аллен Гинзберг получает в сороковых стипендию в Колумбийском университете в Нью-Йорке. Он приезжает в Нью-Йорк  совсем неопытным в поэзии, но вскоре знакомится с Люсьеном Карром, гениальным голубоглазым красавцем-блондином, выступающим против истеблишмента.
Через некоторое время Гинзберг обнаруживает, что Карр умудряется оставаться в университете только благодаря мужчине старше его, преподавателю Дэвиду Каммереру, который пишет за него все курсовые работы и, похоже, является его бывшим возлюбленным. Кажется, что Каммерер всё ещё любит Карра, но выясняется, что последний лишь использует Каммерера.
В число сокурсников Гинзберга входит писатель-бунтарь Уильям С. Берроуз, уже долго экспериментирующий с запрещёнными веществами. Писатель Джек Керуак, бывший в то время моряком, знакомится и проводит с ними время. Гинзберг принимает участие в их умопомрачительных проделках.
Карр сообщает Каммереру, что тот ему больше не нужен, и нанимает Гинзберга (влюблённого в него) писать за него курсовые. После поцелуя Карра и Гинзберга Керуак и Карр делают попытку сбежать и вместе присоединиться к торговому флоту, надеясь доплыть до Парижа.
Происходит конфронтация между Карром и Каммерером, в ходе которой Карр убивает его ударами ножа (и, возможно, топит). Карра арестовывают и он просит Гинзберга написать ему заявление. Гинзберг сначала неохотно соглашается помочь Карру, но затем после раскрытия большего количества информации о Каммерере и их прошлых отношениях, он пишет короткую работу, озаглавленную The Night in Question. В ней описывается эпизод, в ходе которого Карр убивает Каммерера, который прямо предлагает ему сделать это, опустошённый окончательным отказом Карра от продолжения отношений. Карр отвергает «вымышленную» историю и просит Гинзберга не показывать её никому, считая, что она разрушит ему защиту на процессе.
От матери Карра Гинзберг узнаёт, что Каммерер был первым человеком, соблазнившим Карра, когда тот был намного моложе и жил в Чикаго. Как выясняется на суде, Карр свидетельствовал о том, что Каммерер был сексуальным маньяком и Карр убил его в рамках самозащиты. Карра признают невиновным в убийстве, и он получает небольшой срок.
Гинзберг затем сдаёт The Night in Question в качестве курсовой работы. Шокирующая всех рукопись вынуждает его сделать выбор между исключением и принятием ценностей истеблишмента: Гинзберг покидает учебное заведение, но его заставляют оставить рукопись в университете. Через пару недель он получает рукопись почтой вместе с воодушевляющим письмом своего профессора, в котором тот говорит, что Гинзберг должен продолжить писать.

## Актёрский состав
| Актёр                | Роль            |
| -------------------- | --------------- |
| Дэниел Рэдклифф      | Аллен Гинзберг  |
| Элизабет Олсен       | Эди Паркер      |
| Дейн Дехан           | Люсьен Карр     |
| Майкл Си Холл        | Дэвид Каммерер  |
| Бен Фостер           | Уильям Берроуз  |
| Дженнифер Джейсон Ли | Наоми Гинзберг  |
| Дэвид Кросс          | Луис Гинзберг   |
| Кира Седжвик         | Мариана Карр    |
| Джек Хьюстон         | Джек Керуак     |
| Дэвид Раш            | Дин             |
| Джон Каллум          | профессор Стивс |

## Создание
В 2008 году, исполняя роль в бродвейской пьесе Equus, Дэниел Рэдклифф прошёл прослушивание и получил роль Аллена Гинзберга. Рэдклифф ушёл на съёмки последних двух частей фильмов о Гарри Поттере, «Гарри Поттер и Дары Смерти», и без него рассматривались Крис Эванс, Джесси Айзенберг и Бен Уишоу. Вскоре после этого финансирование фильма сорвалось. Когда режиссёр Джон Крокидас начал производство фильма вновь, он снова предложил роль Гинзберга Рэдклиффу.
Съёмки фильма проходили с марта по май 2012 года в Нью-Йорке, а также его районе Куинс и микрорайоне Ист-Виллидж в Нижнем Манхэттене.

## Выход в прокат

### Отзывы
«Убей своих любимых» получил в целом позитивные отзывы от критиков. Агрегатор отзывов Rotten Tomatoes даёт фильму рейтинг в 76 %, основываясь на отзывах 146 критиков, и общую оценку в 6.6/10. Консенсус сайта гласит: «Поддерживаемая огромной химией между Дэниелом Рэдклиффом и Дейном Деханом, „Убей своих любимых“ наводит яркий прожектор на раннюю историю бит-поколения». На Metacritic, который присваивает нормализованный рейтинг из 100 баллов, основываясь на отзывах критиков, фильм получил 65 баллов на основе 36 отзывов, с указанием того, что они «в целом благоприятны».
The Daily Telegraph присвоил фильму три из пяти звёзд, утверждая, что «в отличие от последней адаптации „На дороге“ Вальтера Саллеса, воспринимающей философию битников слишком доверчиво и умилительно, „Убей своих любимых“ интересуется ценностями движения и не предполагает гениальности своих персонажей». Оценивая «Убей своих любимых» после показа картины на Сандэнсе, критик Рамон Уайз из The Guardian похвалил фильм, назвав его «тем, что надо, реальной попыткой показать начало первой настоящей американской контркультуры в XX веке». Фильм, пишет Уайз, «создаёт подлинное чувство энергии и страсти (…) Несмотря на то, что он начинается как детективная история, лучше всего „Kill Your Darlings“ можно охарактеризовать как интеллектуальный моральный лабиринт, точно передающий дух своего времени, однако всё ещё актуальный сегодня». Уайз наградил фильм четырьмя из пяти звёзд. Джастин Чан из журнала Variety писал: «Загадочное поколение битников проиллюстрировано сильной игрой, тёмным поэтичным видеорядом и ярким изображением научного сообщества 1940-х годов».

### Исторические неточности
«Доверенное лицо и секретарь» Гинзберга, глава Allen Ginsberg Trust, Боб Розенталь утверждает, что фильм — «превосходное воплощение молодых студентов, в разгар Второй мировой войны ищущих свой собственный способ выражения в мире». Тем не менее, он также говорит, что фильм содержит ряд неточностей: «Большие выдумки в фильме не так беспокоят, как небольшие. В любом случае, когда правду попирают, а её детали отрицают, послание впадает в агонию». Сын Люсьена Карра, Калеб Карр, также утверждает, что фильм неточен, описывая его как «избитое, курьёзное прочтение истории убийства; и, как и все другие ужасно ошибочные прочтения, которые были даны, оно основывается почти полностью лишь на версии событий Аллена Гинзберга. А у Аллена было множество причин для переиначивания фактов в угоду повествованию, служившему его эго и программе, чем сама правда».

## Награды
| Награда                                    | Дата церемонии       | Категория                                                   | Получатели и номинанты | Результат |
| ------------------------------------------ | -------------------- | ----------------------------------------------------------- | ---------------------- | --------- |
| Лондонский кинофестиваль                   | 19 октября 2013 года | «Сазерленд Трофи»                                           | Джон Крокидас          | Номинация |
| Gotham Awards                              | 2 декабря 2013 года  | Лучший прорыв (англ. Best Breakthrough Actor)               | Дейн Дехан             | Номинация |
| Международный кинофестиваль в Хэмптонсе    | 12 октября 2013 года | Breakthrough Performer                                      | Дейн Дехан             | Победа    |
| Международный кинофестиваль в Хэмптонсе    | 12 октября 2013 года | Breakthrough Performer                                      | Джек Хьюстон           | Победа    |
| Международный кинофестиваль в Палм-Спрингс | 5 января 2013 года   | Режиссёры, которых надо смотреть (англ. Directors to Watch) | Джон Крокидас          | Победа    |
| Сандэнс                                    | 26 января 2013 года  | Приз большого жюри (англ. Grand Jury Prize)                 |                        | Номинация |
| Венецианский кинофестиваль                 | 7 сентября 2013 года | The Venice Days International Award                         |                        | Победа    |